# علی طباخیان
علی طباخیان نویسنده و مترجم ایرانی است. عمدهٔ آثار او در زمینهٔ مسائل جنسی و تابوشکنی‌ها است. علی طباخیان نخستین کسی است که کتاب‌های مارکی دوساد را به فارسی ترجمه کرده  و بسیاری از کتابهای ممنوعهٔ دیگری را نیز به صورت رایگان منتشر کرده است.

## ترجمه‌ها و آثار

### ترجمه‌ها
- ۱۲۰ روز سدوم از مارکی دوساد[۲]
- ژوستین یا مصائب فضیلت از مارکی دوساد[۳]
- ژولیت یا مواهب رذیلت از مارکی دوساد[۴]
- فلسفه در اتاق خواب از مارکی دوساد[۵]
- جنایات عشق، بیست و هشت داستان از مارکی دوساد[۶]
- در خانه با مارکی دوساد از فرانسین دو پلِسی‌گری (زندگی‌نامه جامع مارکی دوساد)
- کتاب گاوها از متیو استوکو[۷]
- روانی آمریکایی از برت ایستون الیس[۸]
- نکروفیلیاک از گابریل ویتکوپ[۹]
- خدای بزرگ پَن از آرتور ماچن[۱۰]
- کارخانهٔ زنبور از یان بنکس[۱۱]
- فرزند خدا از کورمک مک‌کارتی[۱۲]
- گزیده اشعار آلفرد لرد تنیسُن[۱۳]
- اتاق از هیوبرت سلبی[۱۴]
- ادای منثور از اسنوری استورلوسون[۱۵]
- غشاها از چی‌تا-وی[۱۶]
- داستان کوتاه دل و روده از چاک پالانیک[۱۷]
- اقامتی کوتاه در دوزخ از استیون ال پک[۱۸]
- سرزمین اعداد بزرگ از ته-پینگ چن[۱۹]
- باغ پروانه از دات هاتچیسون[۲۰]
- قرعه کشی و چهل داستان کوتاه دیگر از شرلی جکسون[۲۱]
- مضحکهٔ الهی از مایکل گرازیانو[۲۲]
- همهٔ فرداها:تاریخچهٔ یک میلیارد سالهٔ گونه‌های بی‌شمار و مختلف‌البخت انسان از سی‌ام کوزمن[۲۳]
- لنگه صد درصد از پاتریک هریسون[۲۴]
- سروده‌های مالدورور از کنت دو لوتره‌آمون[۲۵]
- ملموث سرگردان از چارلز رابرت ماتورین[۲۶]
- هرگز نبودن بهتر است از دیوید بناتار[۲۷]
- تاریخ طبیعی تجاوز جنسی از رندی ثورنهیل[۲۸]
- باغ شکنجه از اکتاو میربو[۲۹]
- وقتی مردان بد رفتار می‌کنند از دیوید باس[۳۰]
- باغ معطر از شیخ نفزاوی[۳۱]
- خنیاگر انجیل از هری کروز[۳۲]
- دو داستان از تد چیانگ: دوزخ، نبود خداست و تاجر و دروازه کیمیاگر[۳۳]
- ترجمه هفده داستان کوتاه از ادگار آلن پو[۳۴]
- من که هرگز مردی را نشناخته‌ام از ژاکلین هارپمن[۳۵]
- در کوهستان جنون و 59 داستان کوتاه دیگر از اچ. پی. لاوکرفت[۳۶]

### نگارش
- در ستایش یک چشم از علی طباخیان[۳۷]
- در آغوش ظلمت از علی طباخیان[۳۸]
- آیت‌الله اعظم (مجموعه داستان کوتاه) از علی طباخیان[۳۹]
- ماردوش (مجموعه داستان کوتاه) از علی طباخیان[۴۰]